# Yakubu Alfa
Yakubu Alfa, född 31 december 1990 i Minna, är en nigeriansk fotbollsspelare som spelar för Niger Tornadoes.

## Karriär
I januari 2009 värvades Alfa av Helsingborgs IF. Alfa gjorde allsvensk debut den 26 juli 2009 i en 2–0-vinst över Gefle IF, där han blev inbytt i den 83:e minuten mot Erik Sundin. Totalt spelade Alfa två matcher under säsongen 2009.